# 聖日耳曼條約
《聖日耳曼條約》（法語：Traité de Saint-Germain），全称《聖日耳曼昂萊條約》（法語：Traité de Saint-Germain-en-Laye），是第一次世界大戰後，協約國與奧地利共和國於1919年9月10日在聖日耳曼昂萊簽署的條約。條約的生效，宣佈奧匈帝國正式解體。奧地利承認匈牙利、捷克斯洛伐克、波蘭和南斯拉夫王國的獨立。

## 條款

### 战争责任
根据第177条款，奥地利以及其他同盟国承担发动战争的责任。新成立的奥地利共和国（主要包括原內萊塔尼亞地区的多瑙河及阿尔卑斯山诸省）承认匈牙利、捷克斯洛伐克、波蘭和南斯拉夫王國的獨立。
条约规定奥地利的战争赔偿主要包括：
- 向协约国支付数目不菲的战争赔款，不过并没有规定具体数额；
- 向协约国支付占领军军费；
- 根据第196条款，向各国移交指定的珍宝、工艺品及艺术品。

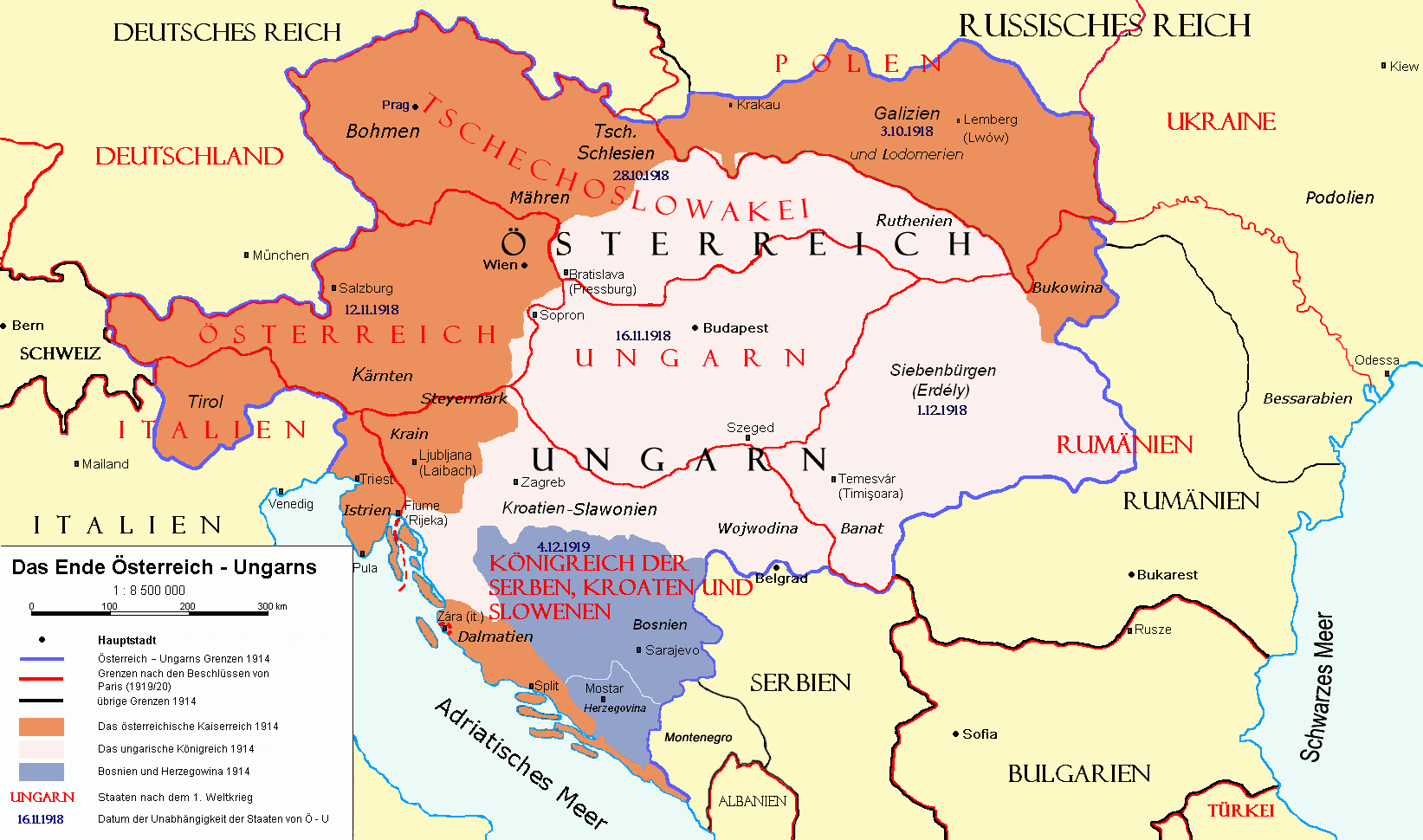
奥匈帝国的主要構成國

### 領土變更
条约规定奥匈帝国解散。据此奧地利失去了超过60%的战前奥匈帝国領土。除了捷克斯洛伐克、波蘭與南斯拉夫獲得獨立外（所謂的繼承國），奧地利也失去以下領土：
- 北部的波希米亞王冠領地，也就是波希米亞以及摩拉維亞两个王国领（包括原下奧地利的费尔兹贝格和格明德周边地区）成为新生的捷克斯洛伐克的核心组成部分。原奥属西里西亚在1918年1月的波兰-捷克斯洛伐克战争（英语：Polish–Czechoslovak War）后一分为二，分割为捷克西里西亞和切申西里西亚，后者并入波兰西里西亞自治省治下。这次领土分割使得大量德语人口随着德意志波希米亚省和蘇台德地區划入了捷克斯洛伐克；
- 东北部加利西亚和洛多梅里亚王国，原为哈布斯堡君主國于1772年第一次瓜分波兰时从波兰获得，重归波兰；
- 东部的布科維納地区割让予羅馬尼亞王國；
- 南部的蒂羅爾伯國，从布伦纳山口以南部分割让予意大利，包括德语人口至今占大多数的南蒂羅爾，以及今日的特倫蒂諾。同时，塔尔维西奥附近的克恩頓峡谷地区，以及奥地利滨海区（包括戈里齊亞和格拉迪斯、帝国自由都市的里雅斯特以及1920年拉帕洛条约规定的伊斯特拉半島）也一并割让予意大利；[2]
- 东南部原達爾馬提亞王國大部、卡尼奧拉公國、下施蒂利亞、原克恩顿州的米斯河河谷地区、泽兰德都市区均割让予南斯拉夫（与1915年伦敦条约不同）。同时波斯尼亚和黑塞哥维那也一并割让予南斯拉夫。至于克恩顿州南部斯洛文尼亚人口聚居区的归属问题，将会留待克恩顿全民公投（英语：1920 Carinthian plebiscite）解决；
- 原天津奥租界，即奥匈帝国唯一的海外管辖区，重新歸還中国；
- 匈牙利西部莫雄馬扎爾古堡郡、肖普朗郡（英语：Sopron County）、沃什郡西部德语及克罗地亚语人口占大多数的地区划归奥地利。1921年爆发的西匈牙利起义（英语：Uprising in West Hungary）导致了一场全民公投，肖普朗市以及附近的8个村庄重归匈牙利。之后到1923年为止，又陆陆续续有多个地区回归匈牙利。剩下的还留在奥地利的部分日后成为今布尔根兰州。

这一系列的领土变动使得很多德语居民在当地成了少数民族。协约国在条约中，成立新的国家（捷克斯洛伐克、南斯拉夫）；重建原有的国家（波兰）；或者并入已有的民族国家（罗马尼亚、意大利），同时各继承国也获取了大片德语人口领土。虽然领土的划分大体秉承了民族自决原则，但想要在民族混杂、犬牙交错的地区划出一条明确的国界线显然是很困难的事情。这导致了很多领土收复主义者声索了大量德语以及匈牙利语居民地区，却仅有少数争议地区真正举行了全民公投的情况。

### 政治和军事
条约同时对奥地利的武装力量进行了严厉的限制：
- 禁止奥地利实行义务兵役制，只允许保留一支由为数三万人的募兵组成的陆军；
- 除少数设防地区外，禁止保有105毫米以上火炮；
- 仅允许保留少量武器与备用弹药；
- 仅允许保留一座兵工厂；
- 禁止进口任何形式的武器、弹药；
- 仅允许保留三艘多瑙河巡逻艇，其他原奥匈帝国军舰全部转交予国联处置；
- 禁止拥有任何形式的潜艇，哪怕是民用潜艇；
- 拆除全部在建军舰；
- 禁止拥有任何形式的军用航空器；
- 禁止制造，进口，及出口任何航空器材，零件，发动机；
- 禁止拥有火焰喷射器、毒气等化学武器。

由於奧匈帝國崩潰衍生了數個新國家，所以條約定下數項對多瑙河航海權、鐵路權轉移及其他事項的協定。

## 結果
聖日耳曼條約與1920年協約國對匈牙利的特里亞農條約，象徵數百年的哈布斯堡皇朝正式離開歷史舞台。
與凡爾賽條約一樣，由於聖日耳曼條約包含了國際聯盟的盟約，所以沒有獲得美國的承認。
奥地利作为奥匈帝国的一个主要继承国，和匈牙利的一个重要区别就是“奥地利”从来就不是一个民族国家（nation）。奥地利作为一个政治实体（state）的确在700年来一直以这种或者那种方式存在，但奥地利本身直到1945年以前都没有培养起来自己的民族主义，能把各地区联系起来的仅有的因素就只有对哈布斯堡家族的效忠。当地人民比起对奥地利本身的认同而言，更多的是对德意志保持着认同。因此条约第88条款特地规定，禁止奥地利直接或间接地放弃自身的独立，以防止奥地利在没有得到國際聯盟的同意之下就和德意志国進行經濟或政治的合併。同样的，新生的共和国一开始所选择的名字“德意志奥地利”（德語：Deutschösterreich）也不为国联所容，而被迫使用“奥地利”一名。这名字在奥地利的德语居民听来尤为刺耳，尤其是奥地利的德语人口绝大部分都支持泛日耳曼主義。同时奥地利在失去了大部分领土、人口和资源后经济陷入难关，国内一度难以维持统一。各种因素综合在一起，最後在1938年，奥地利还是选择了和納粹德國进行合併。
以前古老的奧地利帝國依靠廣大領土作經濟命脈，但條約之簽訂，令奧地利失去大量人口、領土和資源，使奥地利本身和大部分前领土的經濟嚴重受創，尤其是那再沒有帝國支持的首都維也納更是經歷劇烈政治動蕩。而帝国的解体同样导致中欧地区出现巨大的权力真空，这导致了前帝国领土上杂居民族的仇杀，长远看更是日后纳粹德国得以发动第二次世界大战乃至苏联得以将影响力扩张至整个东欧的重要原因之一。